# 小川 (企業)

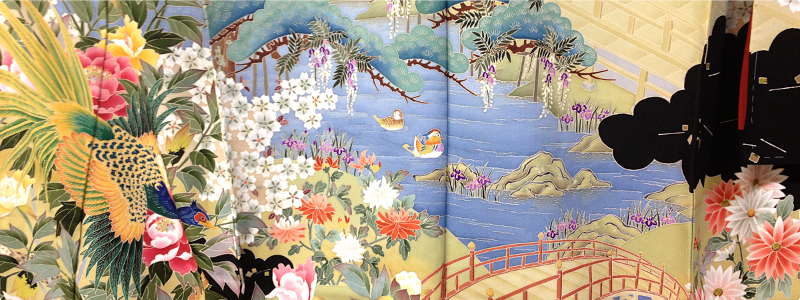
加賀友禅染元 小川株式会社

小川株式会社（おがわ）は、石川県金沢市に所在する日本の商社。
金沢市に本社、京都にも店舗を持つ。

## 概要
石川県の伝統工芸品である加賀友禅の企画から販売を中心とし、呉服、宝飾品、寝具、鞄などの卸及び販売を行っている。

## 事業内容
- 加賀友禅染を中心としたオリジナルきものなどの自社製品販売
- 石川県を始めとする全国各地の和装商品（着物・帯など）の販売
- 宝石・貴金属、寝装・寝具、バッグ・プレタ等をはじめとするファッション製品の販売

## 沿革
- 1916年 - 創業者の小川甚次郎が呉服卸商を創業
- 1947年 - 法人組織に改組（小川株式会社を設立）
- 1973年 - 経営多角化の第一歩として宝石部を新設
- 1982年 - ブライダル関連の商品の取り扱い開始（寝装部を新設）
- 1987年 - アトール商品部新設（オシャレ装い関連商品取扱）
- 1990年 - バッグ、プレタ部を新設（複合化商品取扱の開始）